# 地丁草
地丁草（學名：Corydalis bungeana），又名地丁、苦地丁、小雞菜，是一種紫堇屬的草藥，全株洗淨、曬乾、切斷後可以煎湯或搗汁的方式入藥，亦可搗敷塗抹於患部。

## 形態
苦地丁為多年生草本植物，植株高10-20公分（有時可至50公分），葉呈卵形羽狀複葉，長1.5~3.5公分。花序為總狀花序，長1~6.5公分，上有6-10朵花。花萼較小，為三角形狀，花瓣為粉紅色、紫色或白色，呈內外兩列排列，雄蕊則有六個，子房上位。果實為橢圓形的蒴果，約1.6公分。4月開花，5、6月結果，種子呈扁圓形、黑色，味苦。

## 分布
苦地丁分布於中國大陸甘肅、陝西、山西、山東、河北、遼寧、吉林、黑龍江及四川等省的丘陵地或沙地。

## 醫藥作用
苦地丁的全草入藥，味苦，性寒，有小毒，歸脾經及心經，藥材主產於遼寧、貴州、湖南。中藥名為苦地丁，具清熱解毒、消癰腫、可改善高熱煩躁等功效，主治上呼吸道感染、流行性感冒、扁桃體炎 、腮腺炎、腸炎、腎炎、肝炎、急性闌尾炎、結膜炎、痢疾、其他化膿性感染等，現代藥理表明，苦地丁具有抗菌及抑制心臟等作用。另外有實驗將苦地丁注射液注射於麻醉的狗與貓的靜脈中，可見暫時性的血壓下降，灌注到蛙的心臟中也可抑制心臟的跳動。

## 化學成分
苦地丁含有十多種生物鹼，包括數種紫堇碱、黄酮、酚類、樹脂等，部分生物鹼有抗菌、消炎作用。